# Lebel M1886
Винтовка образца 1886 г., «Винтовка Лебеля» (фр. Fusil Modèle 1886 dit "Fusil Lebel") — французская магазинная винтовка, ставшая первым в мире принятым на вооружение образцом нарезного оружия под патрон с бездымным порохом. В 1898 г. также стала первой в мире винтовкой, получившей патрон с пулей оживальной формы (с заострённым носиком и скошенной задней частью). После внесения некоторых изменений в конструкцию в 1893 г. получила наименование Fusil Mle 1886 M93. Несмотря на ряд недостатков, до второй половины 1930-х годов оставалась штатным оружием французской пехоты.

## Создание и производство

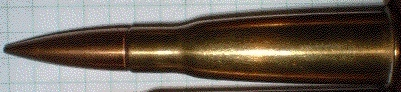
8-мм патрон Лебеля стал первым в мире патроном под бездымный порох, принятым на вооружение. На фото — патрон с остроконечной пулей, появившейся в 1901 г.

В 1884 году французский химик Поль Вьель синтезировал бездымный нитроцеллюлозный порох «Poudre B», который оказался втрое мощнее чёрного пороха того же веса, обеспечивал более стабильное сгорание с образованием значительно меньшего количества дыма и нагара, а кроме того, был менее чувствителен к влаге.
Примерно в то же время появляются винтовочные патроны с пулями с цельнометаллической оболочкой: свинцовый сердечник у них полностью покрыт медным сплавом. Обычно это изобретение приписывается швейцарскому офицеру Эдуару Рубену. Такая конструкция не позволяет пуле плавиться в стволе и оставлять частицы свинца на нарезах, так что можно увеличить начальную скорость, а сами нарезы делать круче для повышения устойчивости пули в полёте.
В 1884 году военный министр Франции генерал Буланже приказал в сжатые сроки создать новую магазинную винтовку под патрон уменьшенного калибра с бездымным порохом. Он назначил генерала Трамона председателем комиссии и дал ему срок в один год.
На тот момент на вооружении французской армии состояла казнозарядная винтовка Гра, а флот располагал винтовкой Кропачека с подствольным магазином. Обе — под 11-мм патрон Гра с дымным порохом.
В первую очередь, поскольку новый мощный порох позволил перейти к меньшему калибру для улучшения баллистики, полковник Базиль Гра (вместе с подполковником Этьеном Дезалье) «обжал» 11-мм гильзу своего патрона под пулю 8 мм.
Идею подствольного магазина взяли почти без изменений от винтовки Гра-Кропачека обр. 1884. Её механизм перезарядки для нового оружия доработали Альбер Клоз и Луи Верден в арсенале Шательро.
Полковник Боннэ, будучи вдохновлён швейцарской конструкцией Веттерли создал затвор с двумя радиальными боевыми упорами, расположенными в передней части боевой личинки.
Глава комиссии генерал Буланже предложил идею пули с плоским носиком — это было довольно распространённым решением для оружия с трубчатым магазином: поскольку в таком магазине патроны находятся друг за другом, пулей к донцу гильзы следующего, существовала опасность, что пуля при сотрясении или ударе может пробить капсюль следующего патрона.
Практическую реализацию идеи, названной Balle M («Пуля М»), осуществил подполковник Н. Лебель, начальник Армейской стрелковой школы. Именем Лебеля назвали созданную им пулю, затем оно перешло на весь патрон (и 8-мм калибр), а в рамках комиссии — несмотря на «дружеские протесты» самого Лебеля — его именем стали называть и всю конструкцию. Лебель, как начальник стрелковой школы, руководил армейскими испытаниями винтовки, после которых название стало уже широко распространённым (но всё же неофициальным). Сам он заявлял, что наибольший вклад в создание винтовки внёс опытный конструктор полковник Гра.
В 1885 году первые винтовки передали на войсковые испытания, в 1887 году пехотный вариант винтовки и игольчатый штык с длиной клинка 515 мм приняли на вооружение французской армии.
В 1887 году незначительным изменениям подверглось крепление бойка, в 1893 году — увеличили прочность ствольной коробки, изменили форму боевой личинки (чтобы в случае разрыва гильзы в патроннике раскалённые газы не попали в лицо стрелку), усилили крепление прицела, ввели крюк для постановки в пирамиду, окончательно отказались от предохранителя. Модифицированная винтовка получила обозначение Fusil Mle 1886 Modifié 93.
В 1898-м полковник Десалё представил новую пулю — остроконечную и со скошенной задней частью, что резко улучшило её баллистику. Balle D стала первой в мире пулей оживальной формы. На вооружение её приняли в 1901 году. С тех пор в «винтовке Лебеля» практически не осталось деталей, созданных, собственно, Лебелем.
Новая пуля весила 12,8 г и позволяла (в теории) вести огонь почти на 4 километра. Максимальную эффективную дальность стрельбы определили в 1800 м. Более важно, что дальность прямого выстрела увеличилась примерно до 420 м. Новая траектория пули потребовала переделки прицельных устройств.
Чтобы в подствольном магазине пуля не пробивала острым носиком капсюль следующего патрона, капсюль сделали с довольно толстой стенкой и выпуклой формы, а в донце гильзы была сделана кольцевая выточка, куда носик пули и соскальзывал с выпуклого капсюля.
Производство шло на трёх государственных оружейных заводах — в Шательро, Сент-Этьене и Тюле. Один только арсенал в Шательро выдавал в среднем по 900 стволов в день. Программу полного перевооружения армии новыми винтовками Франция завершила в 1889 г., производство окончательно прекратилось в 1920 году.
Для винтовок, прошедших Первую мировую войну, изношенные стволы заменяли на новые вплоть до 1930 г.

### Карабины
В 20-х годах на замену устаревшему патрону Лебеля были разработаны новые винтовочные боеприпасы, из которых в конечном итоге был выбран 7,5×54 мм. Под него в 1927 г. переделали некоторое количество винтовок Лебеля, ключевым изменением стал новый рядный магазин на 5 патронов. Карабин получил обозначение Mle 1886/93/27. Однако с разработкой принципиально новой винтовки MAS-36 под этот патрон необходимость в переделке под него «Лебелей» отпала.
В 1935 г. в Тюле начали переделку винтовок в карабины Mousqueton Mle 1886 M93-R35. Они использовали тот же патрон Лебеля и были полностью идентичны винтовке, за исключением укороченного до 450 мм ствола и, соответственно, укороченного подствольного магазина, который теперь вмещал только три патрона. Карабины предназначались для кавалерийских частей в Северной Африке. До 1940 года было переделано около 50 тысяч стволов. В войсках это оружие подверглось критике за чрезвычайно сильную отдачу. В 1945 году эти карабины были модифицированы для стрельбы пулей Balle N.

## Конструкция

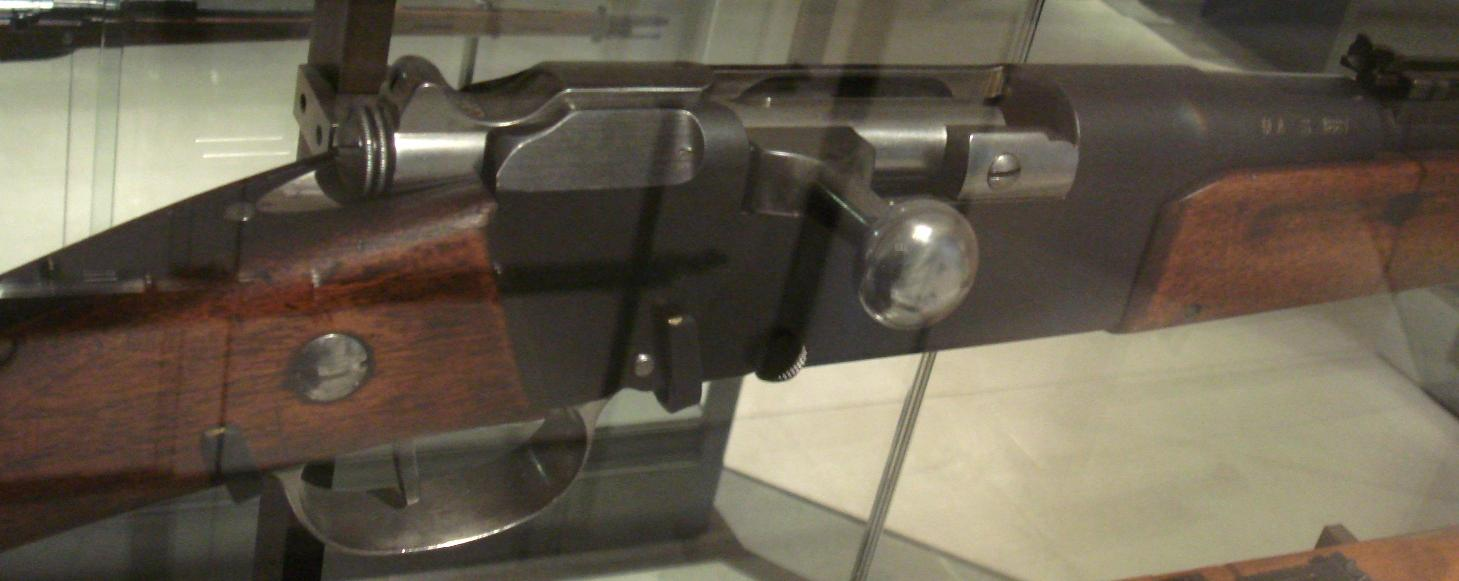
Затвор винтовки

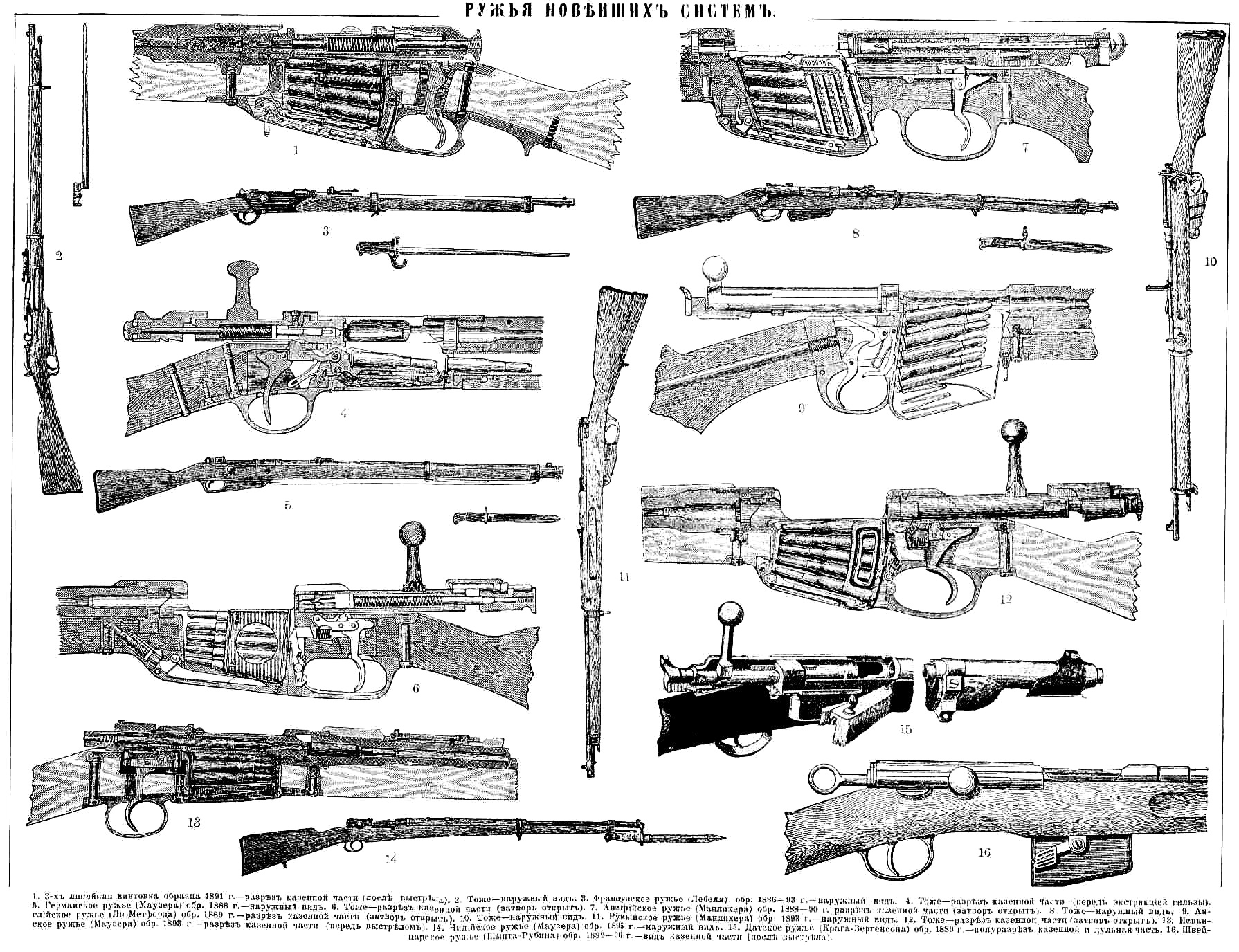
Винтовка Лебеля — под № 3 и № 4

Оружие представляет собой магазинную винтовку с неотъёмным подствольным трубчатым магазином на 8 патронов с подачей за счёт пружины. Запирание продольно-скользящего затвора — за счёт двух боевых упоров в передней части боевой личинки. В закрытом положении стебель рукоятки затвора почти упирается в заднюю стенку выреза ствольной коробки, что считалось дополнительной мерой безопасности при использовании новых мощных патронов.
Ствол длиной 800 мм с четырьмя левосторонними нарезами.
Подача очередного патрона в патронник осуществляется вручную с помощью затвора, который приводит в движение качающийся лоток подавателя. Снаряжение магазина — вручную, по одному, через окно ствольной коробки.
Общую ёмкость винтовки можно довести до десяти патронов: кроме восьми в магазине, ещё один можно вручную положить на лоток подавателя и ещё один — вложить в патронник.
Предохранительное устройство в первой модели было представлено поворотным курком (похожая система применялась в винтовке Мосина). В модели 1893 года от предохранителя отказались вовсе, поскольку на марше винтовка всё равно переносится с заряженным магазином, но пустым патронником.
На правой стороне ствольной коробки установлена отсечка магазина. Во «включённом» положении она препятствует подаче патронов из магазина, превращая винтовку в однозарядную. Предполагалось, что патроны в магазине стрелок должен сохранить на критический момент боя, а до того заряжать оружие «по-старинке» вручную. Такими устройствами оснащались многие винтовки того времени. Однако определить наступление «критического момента» весьма непросто, и потому отсечки довольно быстро вышли из употребления.
Трубчатый подствольный магазин оказался средоточием как преимуществ, так и недостатков винтовки: с одной стороны, такая конструкция позволила создать компактную винтовку при большом боезапасе — практически вдвое больше, чем у большинства образцов своего времени; с другой, магазин приходилось дозаряжать вручную, по одному патрону, и в результате практическая скорострельность «Лебеля» уступала винтовкам с обойменным и тем более пачечным заряжанием.
Ложа винтовки — деревянная, из двух частей. Винтовка оказалась хорошо сбалансирована и обеспечивала быструю и удобную прикладку.
Оружие комплектуется игольчатым четырёхгранным штыком (Épée-Baïonnette Modèle 1886) длиной 52 см (20 дюймов). Форма штыка позволяет легко пробивать кожаные элементы снаряжения и толстую плотную ткань. Во время Первой мировой войны французские солдаты называли этот штык женским именем «Розали». Бойцы часто укорачивали такие штыки, получая траншейный нож-стилет.
Штык крепился довольно жёстко: выступ под стволом входил в паз рукоятки, а кольцо гарды надевалось на ствол, при этом вырез кольца фиксировался на широкой мушке. Кнопка защёлки располагалась на штыке с левой стороны под гардой.
В ходе войны производились упрощённые версии штыков — с латунными рукоятками (вместо стандартных из нейзильбера) и изменённой формой гарды. В 1916 г. был разработан клинковый штык, обоюдоострый и слегка изогнутый, почти вдвое короче штатного. Однако на вооружение он так и не был принят.
Прицельные приспособления состояли из открытой мушки и ступенчатого прицела, размеченного до 2000 м. С принятием на вооружение остроконечной пули «D» установили новые прицелы, до 2400 м. Если откинуть рамку прицела вперёд, открывается фиксированный прицел на 400 м (которым и пользовались чаще всего).
Снайперские винтовки оснащались оптическими прицелами APX обр. 1916 и 1917 с трёхкратным увеличением.

## История службы
Появление винтовки Лебеля заставило другие страны разработать собственные магазинные винтовки под малокалиберный (по меркам того времени) патрон с бездымным порохом. В Германии, Австро-Венгрии и Великобритании такие образцы были приняты на вооружение в 1888-м, в Италии и в России — в 1891-м, и в США — в 1892 году.
Во время Первой мировой войны винтовка зарекомендовала себя как оружие весьма точное, мощное и надёжное, способное выдержать условия окопной войны. Несмотря на все недостатки «Лебеля», французские пехотинцы однозначно предпочитали её винтовке Бертье, в первую очередь из-за более вместительного магазина.
После начала первой мировой войны началось увеличение численности французской армии, с целью ускорить вооружение новых частей заказ на изготовление 8-мм винтовок «лебель» обр.1907 года был размещен в США (однако фирма «Remington» выпустила для Франции только несколько тысяч таких винтовок). Во время войны на вооружение французской армии поступил 51-мм дульный гранатомёт VB обр. 1915 года.
После того, как «Лебелями» вооружили пехоту Метрополии, «Бертье» отправляли в колониальные войска и в Иностранный легион. Однако по опыту войны легионеры потребовали перевооружить их на «Лебели», что было в основном выполнено в 1920-х годах (однако на вооружении некоторых подразделений Иностранного легиона винтовки оставались даже после окончания Второй мировой войны).
Излишки винтовок, оставшиеся после демобилизации, продавали за границу — в Польшу, Грецию, Турцию, Болгарию.
После окончания войны необходимость в модернизации патрона и винтовки была очевидной; однако непростое — экономически и политически — послевоенное время во Франции не позволило полностью реализовать эти планы. Первый образец новой винтовки MAS-36 был изготовлен в 1935 году, в 1936-м её официально приняли на вооружение, но до начала войны перевооружить армию не успели, и войска второй линии летом 1940 года оставались вооружены винтовками Лебеля.
После начала Великой Отечественной войны вместе с другим оружием иностранного производства винтовки Лебеля поступали на вооружение некоторых подразделений народного ополчения (так, на вооружение батальона народного ополчения Куйбышевского района Москвы вместе с другим вооружением со складов Московского военного округа было передано 168 шт. винтовок Лебеля, в конце 1941 года винтовки Лебеля выдавались Тульскому рабочему полку, причём на каждую винтовку полагалось всего по 5 патронов).
3 марта 1942 года с разрешения немецкого военного командования на территории Сербии была создана «Сербская государственная стража», на вооружение личного состава которой были переданы трофейные 8-мм французские винтовки «Лебель».

## Страны-эксплуатанты
- Франция
- Бельгия
- Монако
- Российская империя — во время Первой мировой войны из Франции в Российскую империю было продано 86 000 шт. винтовок «лебель» обр. 1886 и 1893 гг., которые поступили на вооружение пехотных и стрелковых полков на Кавказском фронте[12] (первые винтовки прибыли в январе 1916 года и начали поступать в войска в 1916 году)[13]; кроме того, во время Первой мировой войны винтовками «лебель» были вооружены бригады русской армии, воевавшие в составе французской армии на Западном фронте[14]
- РСФСР и  СССР — часть винтовок использовалась в ходе революции и гражданской войны частями Красной гвардии и Красной армии[15]; до декабря 1925 года винтовками Лебеля (17 единиц) были вооружены подразделения Охраны Путей Сообщения НКПС СССР[16].
- Греция — 16 000 шт. винтовок обр. 1886 г. было получено из Франции во время Первой мировой войны[17]
- Вторая Испанская Республика — использовались в ходе войны в Испании[18]
- Польша — полученные в качестве военной помощи из Франции винтовки в 1930-е годы были сняты с вооружения армии и переданы на хранение, но перед началом Второй мировой войны ими вооружили созданные в 1937—1939 гг. батальоны ополчения[19]
- Турция
- Болгария
- нацистская Германия — в ходе летней кампании 1940 года в распоряжении немецкого военного командования оказались трофейные французские винтовки и карабины «лебель». После создания осенью 1944 года фольксштурма, 29 ноября 1944 на вооружение батальонов фольксштурма передали 18 154 шт. 8-мм французских винтовок «лебель» обр.1886/1893 г., обр. 1907/1915 г. и обр. 1916 г.[20]. Винтовки «лебель» обр. 1886/1893 г. использовались под наименованием Gewehr 301(f)[21], винтовки обр. 1907/1915 г. — под наименованием Gewehr 302(f).
- Вьетнам — в начальный период войны во Вьетнаме отмечены случаи использования винтовок «лебель» партизанами НФОЮВ[22]